# 古德威尔屋
古德威尔屋 (英语:Caldwell House) 是新加坡的一座历史建筑，位于维多利亚街30号。它是赞美广场建筑群最古老的建筑物。

## 历史
古德威尔屋由爱尔兰建筑师 George Drumgoole Coleman设计，建于1840-1841年，业主是古德威尔（H. C. Caldwell）。1852年8月，Jean-Marie Beurel 神父用4000法郎，为圣婴修女会购买了这座建筑。于是，她们在新加坡创建了圣婴修女院。
1983年，新加坡政府收购了修道院的土地，学校迁往他处。
市区重建局于1990年3月出售土地，1990年10月26日，圣婴修女院小堂和古德威尔屋成为新加坡国家古迹，而且整个建筑群都被指定为保护区，规定了较高的修复标准和严格的使用准则，以为了保护保留建筑的氛围。几座保留建筑：圣婴修女院小堂、古德威尔屋以及旧学校大楼在1991年进行了大规模的修复，于1996年重新开放，建筑群称为赞美广场。此后，古德威尔屋用作婚礼场地。
2016年1月27日，澳大利亚餐厅 Whitegrass 在底楼开业，随后就被米其林指南2017年新加坡版列为星级餐厅。